# ホセ・カスティージョ
ホセ・イグナシオ・カスティージョ（José Ignacio Castillo, 1975年11月4日 - ）は、アルゼンチン共和国出身のサッカー選手。ポジションはフォワード。

## 来歴
20代のキャリア全般を通して、実質アマチュアであるセリエDのクラブで活躍した。30代に差し掛かる直前にセリエBのクラブにステップアップし、2008年にセリエAに昇格したUSレッチェでキャリア初のトップリーグを経験する。2009年7月にアルベルト・ジラルディーノの控えを受け入れACFフィオレンティーナへ移籍金90万ユーロの2年契約で移籍。半年後の2010年1月15日にはASバーリに完全移籍する。

## 所属クラブ
- FBブリンディジ1912 2001-2002
- ヌオヴァ・ナルド・カルチョ 2002-2003
- ヴィゴル・ラメーツィア・カルチョ 2003-2004
- ガッリポリ・カルチョ 2004-2006
- フロジノーネ・カルチョ 2006-2007
- ピサ・カルチョ 2007-2008
- USレッチェ 2008-2009
- ACFフィオレンティーナ 2009-2010.1
- ASバーリ 2010.1-2012
- トラーパニ・カルチョ 2013

## 注
1. ↑  Castillo al Bariフィオレンティーナ公式（2010-1-15）（イタリア語）,2010-1-15閲覧